# Att skriva: En hantverkares memoarer
Att skriva: En hantverkares memoarer (originaltitel: On writing: A Memoir of the Craft) är en bok av Stephen King från år 2000 som i Sverige utgavs av förlaget Bra Böcker år 2001 i översättning av Tove Janson Borglund.

## Om boken
Boken är indelad i två delar. Den första delen är självbiografisk och King berättar om sin uppväxt, hur han började skriva, när han träffade sin fru osv. Den andra delen utgör en handbok för författare, och han ger goda råd till den som vill bli författare. King hade Att skriva som ett slags sidoprojekt som han satt och snickrade lite på när han inte hade något annat att göra - han plockade fram den och skrev lite på den då han inte arbetade på något annat. Därför tog det några år att färdigställa boken.